# La Vraie Histoire de Gérard Lechômeur
Pour plus de détails, voir Fiche technique et Distribution.
La Vraie Histoire de Gérard Lechômeur est un film expérimental français réalisé par Joaquín Lledó et sorti en 1982.

## Fiche technique
- Titre français : La Vraie Histoire de Gérard Lechômeur[1]
- Réalisation : Joaquín Lledó
- Scénario : Joaquín Lledó, d'après le roman de Gérard de Nerval
- Photographie : Gilberto Azevedo
- Montage : Caroline Camus
- Musique : Pierre Clémenti, Christian Escoudé, Khris Harpo, Nico, Steve Potts
- Production : Juliette Lledo
- Société de production : Noessi Productions
- Pays de production :  France
- Langue originale : français
- Format : couleurs
- Durée : 65 minutes
- Genre : Essai cinématographique[1],[2]
- Dates de sortie :
  - France : 22 décembre 1982[1]

## Distribution
- Pierre Clémenti : Gérard Lechômeur
- Nico : L'héroïne
- Philippe Lehembre : Le médecin
- Charlotte Trench : L'infirmière
- Jorge Amat : Le second patient
- François Michaux : Le premier policier
- Patrick Lheureux Bourron : Le deuxième policier
- François Chemin : Le troisième policier
- Sylvia Benamou : La jeune fille du métro
- Féodor Atkine : Le libraire
- Antonio Gonzáles : Le jeune client
- Paulet : L'ami du libraire
- Jim Adhi Limas : Le conférencier
- Pierrick Mescam : Le conteur
- Ahmed Boudaoudi : Le messager
- Suzel Goffre : La voyante